# Румянцев, Александр Юрьевич
Алекса́ндр Ю́рьевич Румя́нцев (род. 26 июля 1945, Кушка, Марыйская область) — советский и российский учёный-физик и государственный деятель, академик РАН, доктор физико-математических наук, лауреат Государственной премии СССР, бывший министр Российской Федерации по атомной энергии, бывший руководитель Федерального агентства по атомной энергии (Росатома). Женат, имеет дочь.

## Биография
- 1969 — окончил Московский инженерно-физический институт и поступил на работу в российский научный центр «Курчатовский институт».

### Курчатовский институт
- 1973 — младший научный сотрудник в российском научном центре «Курчатовский институт».
- 1982 — старший научный сотрудник в российском научном центре «Курчатовский институт».
- 1986 — лауреат Государственной премии СССР за цикл работ «Новые методы исследования твёрдого тела на основе рассеяния нейтронов стационарных ядерных реакторов» (1961—1984).
- 1989 — заместитель начальника Отдела физики твёрдого тела в российском научном центре «Курчатовский институт».
- 1993 — директор Центра по научному развитию.
- 1994 — директор Института атомной энергии им. И. В. Курчатова.
- 1997 — член-корреспондент Российской академии наук (специальность — «физика»).
- 2000 — академик Российской академии наук.

### Министр по атомной энергии

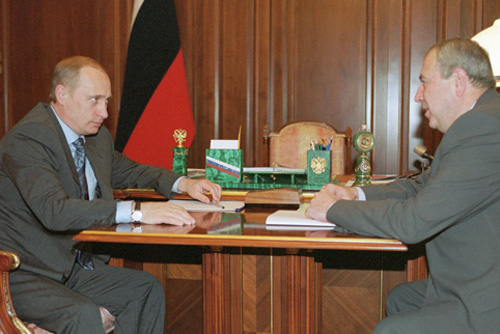
Президент России Владимир Путин и Александр Румянцев, 16 мая 2001 года

28 марта 2001 года Александр Румянцев возглавил Министерство по атомной энергии в правительстве Касьянова. Выбор пал на признанного специалиста, который ранее не входил в руководство министерства.

Ко мне с просьбой об отставке обратился министр атомной энергии Евгений Олегович Адамов. Эта просьба удовлетворена. Евгений Олегович сам объяснит мотивы, по которым он это сделал, если потребуется. Должен сказать, что Евгений Олегович сделал многое для укрепления отрасли за последние годы. Это факт. И думаю, что мы его за это должны поблагодарить. На эту должность назначен директор Института Курчатова Румянцев Александр Юрьевич. С 1994 года является директором института. Он доктор физико-математических наук, действительный член Академии наук. Наверное, в отрасли на таком уровне один из самых молодых руководителей, наверное, на таком уровне — самый молодой руководитель.

Выступление Владимира Путина. 29 марта 2001 года.

24 февраля 2004 года указом президента РФ Владимира Путина правительство Касьянова отправлено в отставку.

### Росатом
В марте этого же года назначен руководителем Федерального агентства по атомной энергии (Росатома).
- 2005 — с 15 ноября в отставке с поста руководителя Росатома.

### Посол в Финляндии
21 апреля 2006 года указом президента Владимира Путина 60-летний Александр Румянцев был назначен чрезвычайным и полномочным послом РФ в Финляндской Республике.
23 апреля 2008 года Румянцеву был присвоен дипломатический ранг чрезвычайного и полномочного посла РФ.
Являлся дуайеном дипломатического корпусa в Финляндии.
14 августа 2017 года освобождён от должности чрезвычайного и полномочного посла РФ в Финляндской Республике.

## Научная сфера
Физик-экспериментатор. Основные научные интересы и труды связаны с исследованием структуры и динамики кристаллической решётки твёрдых тел методами рассеяния нейтронов, автор более 70 научных статей и докладов.
Член специализированных советов по присуждению учёных степеней в РНЦ «Курчатовский институт», Объединённого института ядерных исследований (г. Дубна), Московского инженерно-физического института, также участвует в работе ряда комиссий и советов по исследованию конденсированных сред ядерно-физическими методами.
Член Правления Ядерного общества РФ.
Член редакционных коллегий журналов «Поверхность» и «Neutron News», журнала РАН «Природа».

## Награды
- Орден Почёта (26 июля 2001) — за многолетнюю плодотворную научную деятельность в области атомной энергетики[5]
- Орден «За заслуги перед Отечеством» IV степени (10 августа 2005) — за большой вклад в развитие атомной промышленности и многолетнюю добросовестную работу[6]
- Орден Дружбы (29 октября 2010) — за большой вклад в реализацию внешнеполитического курса Российской Федерации и многолетнюю добросовестную работу[7]
- Орден Александра Невского (22 августа 2015) — за большой вклад в реализацию внешнеполитического курса Российской Федерации и многолетнюю добросовестную работу[8]
- Орден Льва Финляндии, Большой Крест (23 июня 2017)[9]
- Почётная грамота Президента Российской Федерации (5 февраля 2024) — за заслуги в развитии отечественной науки, многолетнюю плодотворную деятельность и в связи с 300-летием со дня основания Российской академии наук[10]